# NGC 1275
Az NGC 1275 (más néven Perseus A, vagy Caldwell 24) egy Seyfert-galaxis a Perseus (Perszeusz) csillagképben.

## Felfedezése
A galaxist Heinrich Louis d'Arrest fedezte fel 1863. február 14-én.

## Tudományos adatok
A Perseus galaxishalmaz centrumában található, erős rádiósugárzásáról ismert.
A Chandra űrtávcső röntgenmegfigyelései alapján a galaxisközi anyagban körülbelül 300 ezer fényév távolságig terjedő, ritka térség mutatkozik. A jelenséget feltehetőleg az NGC 1275 centrumában lévő, szupermasszív fekete lyuk hozza létre. Az ide bespirálozó anyag egy része nagy sebességgel kirepül, két egymással ellentétes irányba haladó anyagsugarat  (relativisztikus jet) létrehozva. Az anyagsugár gyorsan haladó részecskéi a galaxist elhagyják, majd ütköznek az intergalaktikus anyaggal, létrehozva a ritka térségeket.
A galaxis a Fermi gamma-sugár űrtávcső megfigyelése alapján az égbolt egyik legfényesebb gammasugár-forrása.
Az NGC 1275 5264 km/s sebességgel távolodik tőlünk, vöröseltolódása z=0.017559.

## Megfigyelési lehetőség
Kis távcsövekkel elég nehéz megfigyelni, mivel elég halvány (12,6 magnitúdós). Egy 20 centiméteres távcsővel, tiszta éjszakán halvány fényű, szemcsés, kicsiny fényfoltnak látható.